# Your Shapeless Beauty
Your Shapeless Beauty est un groupe français de doom metal et death metal, originaire d'Arles, en Provence-Alpes-Côte d'Azur.

## Histoire
Your Shapeless Beauty est formé à Arles par Nicolas Blachier et Filthy Dave (Filthy Charity) à la fin de l'année 1994. Après une année d'instabilité la formation se stabilise autour de Nicolas Blachier, Jean Marc Abate, Michel Canavaggia et du Reverend Michel C. à la fin de 1995 dont naitra la démo Your Shapeless Beauty.
Entre 1996 et 2000 le groupe est rejoint par Nussli Jean-Marc (à la batterie) ; durant cette période le groupe produit par Adipocère Records, fournit leur premier album reconnu par la presse française[réf. nécessaire] et internationale[réf. nécessaire] qui sont Sycamore Grove (EP). Entre 2000 et 2003 le groupe réside dans son ensemble en région parisienne, où il va jusqu'à constituer une véritable communauté à Chalo-Saint-Mars. C'est pendant cette période qu'est élaboré l'album My Swan Song qui constitue son œuvre majeure. Entretemps, en 2001, le groupe publie l'album Terrorisme spirituel : Insoumission complète au label Adipocère.
Ses membres étant répartis depuis 2004 entre Paris et Arles, après une période de sommeil, le groupe accueille en son sein en 2006 Thomas Das Neves (Heavenly) au poste de batteur, et entreprend la préparation d'un nouvel album en 2007. Sa collaboration avec Your Shapeless Beauty prend fin au début de 2008. Toujours à la recherche d'un batteur qui leur permettraient de conduire au but leurs prochaine production, Your Shapeless Beauty fait la rencontre de Franky Costanza (batteur du groupe français Dagoba et Blazing War Machines), qui va permettre la réalisation de ce projet. Les enregistrements initialement prévus pour le mois d'octobre 2008 seront plusieurs fois repoussés. 
En fin d'année 2009 sont réalisés des enregistrements de batterie (par Franky Costanza) préfigurant l'album prévu pour le courant 2010, Phoinike. L'album est finalement publié au début de 2015, soit 12 ans depuis leur dernier album.

## Membres

### Membres actuels
- Jean Marc Abate - claviers (1994-1995), guitare, clavier (depuis 1995)
- Nicolas Blachier - chant (depuis 1994)
- Reverend Michel C. - basse (depuis 1995)
- Michel Canavaggia - guitare (depuis 1995)

### Anciens membres
- Thomas Das Neves - batterie (2007-2008)
- Jerome Lavail - batterie (2000-2003)
- Jean Marc Nussli - batterie (1997-2000)
- Filthy Dave - guitare (1994-1995)
- Lionel Restouin - batterie (1994)
- Cedric S. - basse (1994)
- Sebastien R. - guitare (1994)
- Sandrine - chant (1994)

## Discographie
- 1996 : Your Shapeless Beauty
- 1997 : Songe en dehors (7")
- 1999 : Sycamore Grove
- 2001 : Terrorisme spirituel : Insoumission complète
- 2003 : My Swan Song
- 2015 : Phoinike